# Pfarrkirche Neufünfhaus

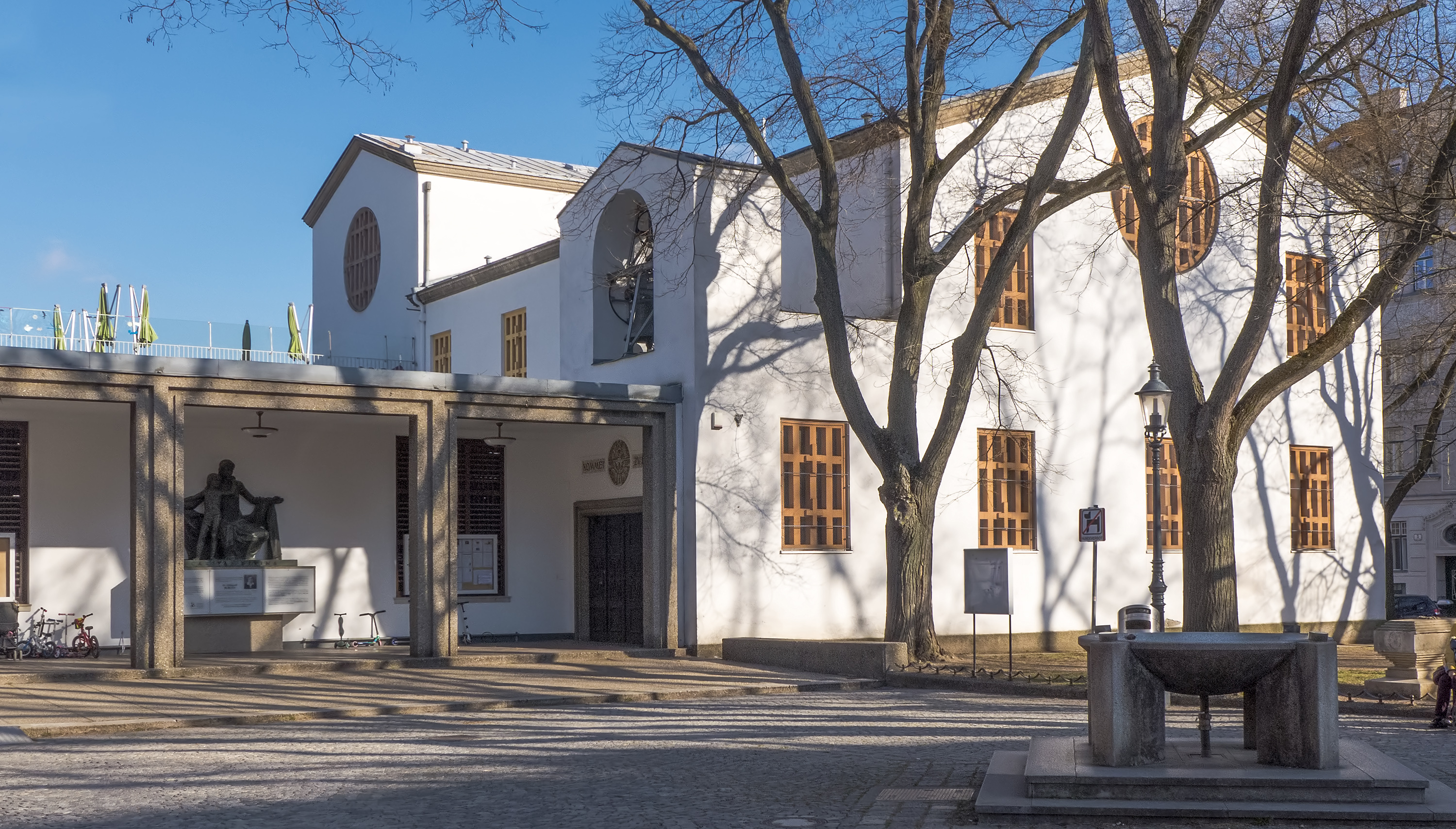
Die Christkönigskirche in Rudolfsheim-Fünfhaus

Die Christkönigskirche, auch als Seipel-Dollfuß-Gedächtniskirche bezeichnet, ist eine römisch-katholische Kirche im 15. Wiener Gemeindebezirk Rudolfsheim-Fünfhaus. Sie diente von 1935 bis 2016 als Pfarrkirche der Pfarre Neufünfhaus und hieß in dieser Zeit „Neufünfhauser Pfarr- und Gedächtniskirche Christus König“. Am 1. Jänner 2017 wurde die Pfarre Neufünfhaus mit den Pfarren Rudolfsheim und Schönbrunn-Vorpark zur neuen Pfarre Hildegard Burjan zusammengelegt. Die Christkönigskirche ist seither eine Filialkirche der Pfarre Hildegard Burjan.

## Vorgeschichte

### Bauanlass
Das Vorhaben zur Errichtung einer Kirche auf der Schmelz stammt aus dem Jahr 1933. Sie wurde als Dr.-Seipel-Gedächtnisbau für den im August 1932 verstorbenen Altbundeskanzler Prälat Ignaz Seipel von der Gründerin der Caritas Socialis und christlichsozialen Abgeordneten Hildegard Burjan initiiert. 
Unter dem Ehrenschutz von Bundeskanzler Engelbert Dollfuß, Bundespräsident Wilhelm Miklas und zahlreicher Bischöfe wurde ein Komitee gegründet, welchem Hildegard Burjan ebenso angehörte wie Architekt Clemens Holzmeister. Bauträger war Burjans Verein Soziale Hilfe. Die Finanzierung stand im Februar 1933 fest und auch der Bauplatz war bereits fix. 
Die Schmelz hatte man deshalb gewählt, da Ignaz Seipel in der Nähe geboren worden war. Die christlichsozialen Projektbetreiber wollten aber, wie dies wenig später im diktatorischen „Ständestaat“ geschah, auch die „seelsorglich unterversorgten Gebiete“ der Arbeiterbezirke erschließen. Die von Architekt Holzmeister erarbeiteten Ausschreibungsunterlagen für den Architekturwettbewerb sahen eine Kirche mit Gedächtnisturm und Krypta vor, der ein „Volksfürsorgehaus“ angeschlossen sein sollte. Der Komplex sollte von einem Park umgeben sein.

### Planungen
Im Frühjahr 1933 wurde ein geladener Wettbewerb ausgeschrieben. Außer Clemens Holzmeister waren auch Alexander Popp, Robert Kramreiter und Karl Holey zur Teilnahme eingeladen. Eine Jury, die über den Sieger des Bewerbs entscheiden sollte, wurde allerdings nicht eingesetzt.

#### Entwurf von Clemens Holzmeister
Ein erster Entwurf der Christkönigskirche, der laut Clemens Holzmeister noch aus der Zeit vor dem Wettbewerb stammte und wegen zahlreicher kritischer Stimmen von ihm verworfen wurde, zeigt einen verschachtelten Bau mit hohem Turm. Dieser ist so wie die Vorhalle mittels durchbrochener Modulsteinen aus Beton so gestaltet, dass sich ein dekoratives Äußeres ergibt, jeweils vier im Quadrat angeordnete Steine aber auch das Kreuz als christliches Glaubenssymbol. Der hohe Turm löste allerdings einen heftigen Pressewirbel aus und wurde als „Paternoster-Garage“ bezeichnet. Die Seitenwände des Langhauses sollten ebenfalls aus durchbrochenen Betonziegeln erbaut werden und so den Innenraum erhellen. Den einzigen Schmuck des Langhauses sollte an der Rückseite des Chors eine Kreuzigungsgruppe bilden. Die Krypta sollte in zwei einander gegenüberliegenden Wänden über Nischen verfügen und durch indirektes Licht beleuchtet werden. In diesen Nischen sollten sich Sarkophage befinden, jener von Doktor Seipel aber in der Mitte des Raums. Ob Clemens Holzmeister stillschweigend eine Grabstätte für weitere Vertreter des Ständestaates errichten wollte, ist auf Grund des monumentalen Turms denkbar.

#### Entwurf von Rudolf Perco
Rudolf Perco zählte nicht zu den geladenen Architekten, wollte aber auch an diesem prestigeträchtigen Projekt mitarbeiten. So fertigte er eine Studie an, die er Karl Holey – damals Dombaumeister und auch geladener Teilnehmer am Architektenwettbewerb – übergab. Dieser äußerte sich zwar positiv über den Entwurf, Rudolf Perco erreichte sein Ziel jedoch nicht. Der Entwurf zeigt die Kirche als liegenden Quader mit glatten Außenwänden, gegliedert nur durch einige flache Pilaster. Lediglich die Vorderfront ist stärker geschmückt, wobei die Zahl Drei bestimmt. Ein Drittel der Gesamthöhe des Kirchenbaus ergibt die Höhe der Vorhalle. Darüber befinden sich drei mal drei bullaugenförmige Fenster. Im Kircheninneren sollte durch Säulen ein getrennter Raum für die Aufstellung des Sarkophags geschaffen werden. Der Entwurf Rudolf Percos ist zwar mit „Ostern 1933“ datiert, da er sich aber nicht an die Vorgaben von Clemens Holzmeister – Schaffung eines Pfarrzentrums – hielt, ist anzunehmen, dass ein früherer Entwurf einer monumentalen Kirche verwendet wurde, um auf sich aufmerksam zu machen. Wie die von den geladenen Architekten beim Wettbewerb vorgelegten Pläne aussahen, ist derzeit nicht bekannt.

## Christkönigskirche

### Errichtung

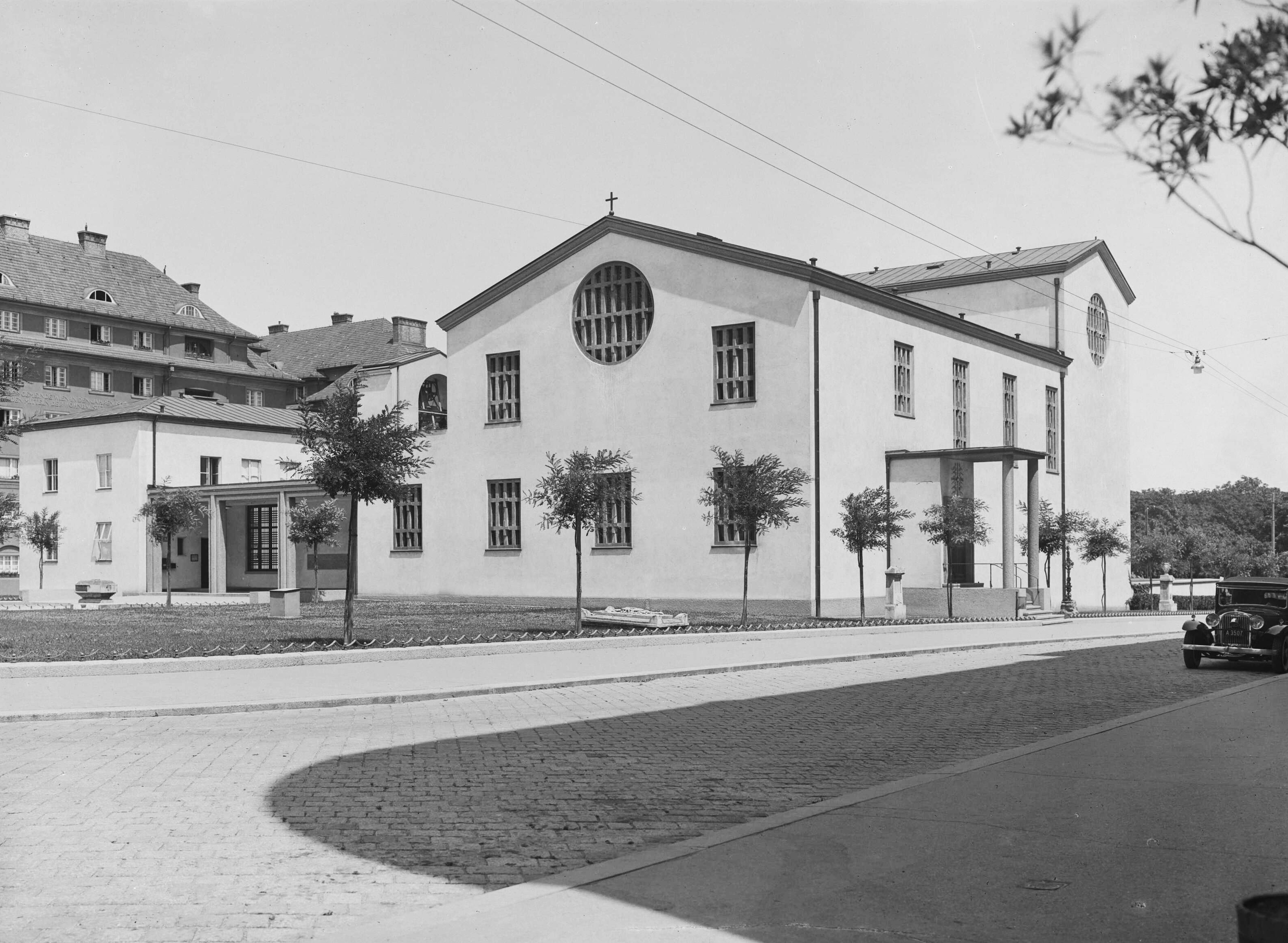
Die Kirche kurz nach der Fertigstellung, um 1934

Im Mai 1933 wurde Clemens Holzmeister mit der Verwirklichung seines Projekts unter der Leitung von Baumeister Ernst Dirmoser beauftragt, am 30. Juli 1933 wurde durch Engelbert Dollfuß der Grundstein gelegt, am 17. September 1934 durch Fritz Stockinger der Schlussstein. Da inzwischen Dollfuß bei einem nationalsozialistischen Putschversuch ermordet worden war, beschloss das Baukomitee, die Bestimmung der Kirche so abzuändern, dass sie als Dr.-Seipel-Dr.-Dollfuß-Gedächtnisbau auch dem Andenken von Dollfuß dienen sollte. Man entsprach damit einem Wunsch von Dollfuß’ Witwe Alwine Dollfuß, welche nach Hildegard Burjans Tod einige ihrer Agenden bei der Sozialen Hilfe übernommen hatte und ebenfalls Mitglied des Baukomitees war. Im Gegensatz zu den ursprünglich für diesen Bauplatz geplanten Gotteshäusern ist der realisierte Bau eine verhältnismäßig bescheidene Kirche. Am 29. September 1934 wurde sie als Christkönigskirche geweiht. Der Platz, auf dem die Kirche steht, wurde in Kanzlerplatz umbenannt. 1935 wurde die Christkönigskirche zur Pfarrkirche der Pfarre Neufünfhaus und hieß bis 2016 offiziell „Neufünfhauser Pfarr- und Gedächtniskirche Christus König“.

### Ausstattung

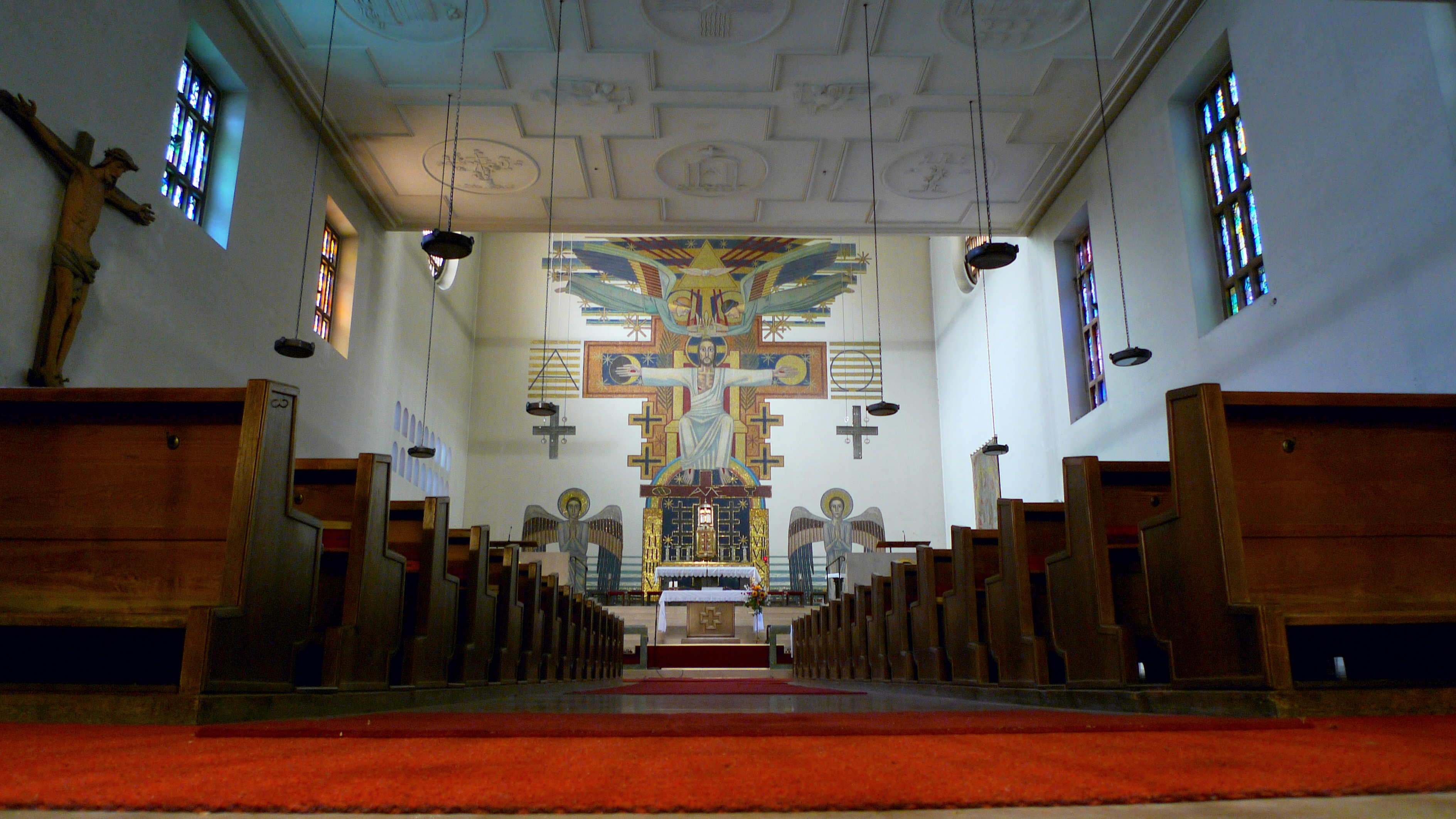
Kirchenraum mit Mosaik

Das Innere der Kirche ist ein rechteckiger Saal mit dem Abgang zur Krypta. An der Einrichtung und Ausschmückung der Kirche waren viele Künstler der Errichtungsperiode beteiligt, zum Beispiel:
- Stuckarbeiten von Gudrun Baudisch und Carl Jamök
- Glasmalerei, entworfen von Karl Hauk, ausgeführt von der Tiroler Glasmalereianstalt
- Christkönigsmosaik von Karl Sterrer aus dem Jahr 1936
- Gedenktafel für Hildegard Burjan mit Porträtrelief von Albert Bechtold
- Kreuzweg-Bronzereliefs von J. Dobner, Erzguss von J. Meindl in Wien und von Benito Mussolini gestiftet.

In der Krypta der Christkönigskirche waren ab der Weihe der Kirche 1934 die Särge von Ignaz Seipel und des am 25. Juli 1934 ermordeten Engelbert Dollfuß beigesetzt. Hildegard Burjan erlebte die Fertigstellung der Kirche ebenfalls nicht. 1939 wurden die Särge der beiden Bundeskanzler durch die nationalsozialistischen Machthaber aus der Krypta entfernt und Seipel in ein Grab auf den Wiener Zentralfriedhof, Dollfuß in ein Grab auf den Hietzinger Friedhof umgebettet. Heute wird die Krypta für die Messen an Wochentagen genutzt. 
Die pneumatische Orgel der Christkönigskirche stammt vom Wiener Orgelbauer Johann M. Kauffmann und verfügt über zwei Manuale und Pedal.
Beim Eingang der Christkönigskirche steht eine Bronzeskulptur auf einem Sockel. Eine Inschrift darauf erinnerte ursprünglich an die beiden Bundeskanzler. Seit Sommer 2019 ist die Inschrift von einer Tafel verdeckt, auf der das religiöse Anliegen Hildegard Burjans im Mittelpunkt steht.

#### Historische Innenansichten um 1934

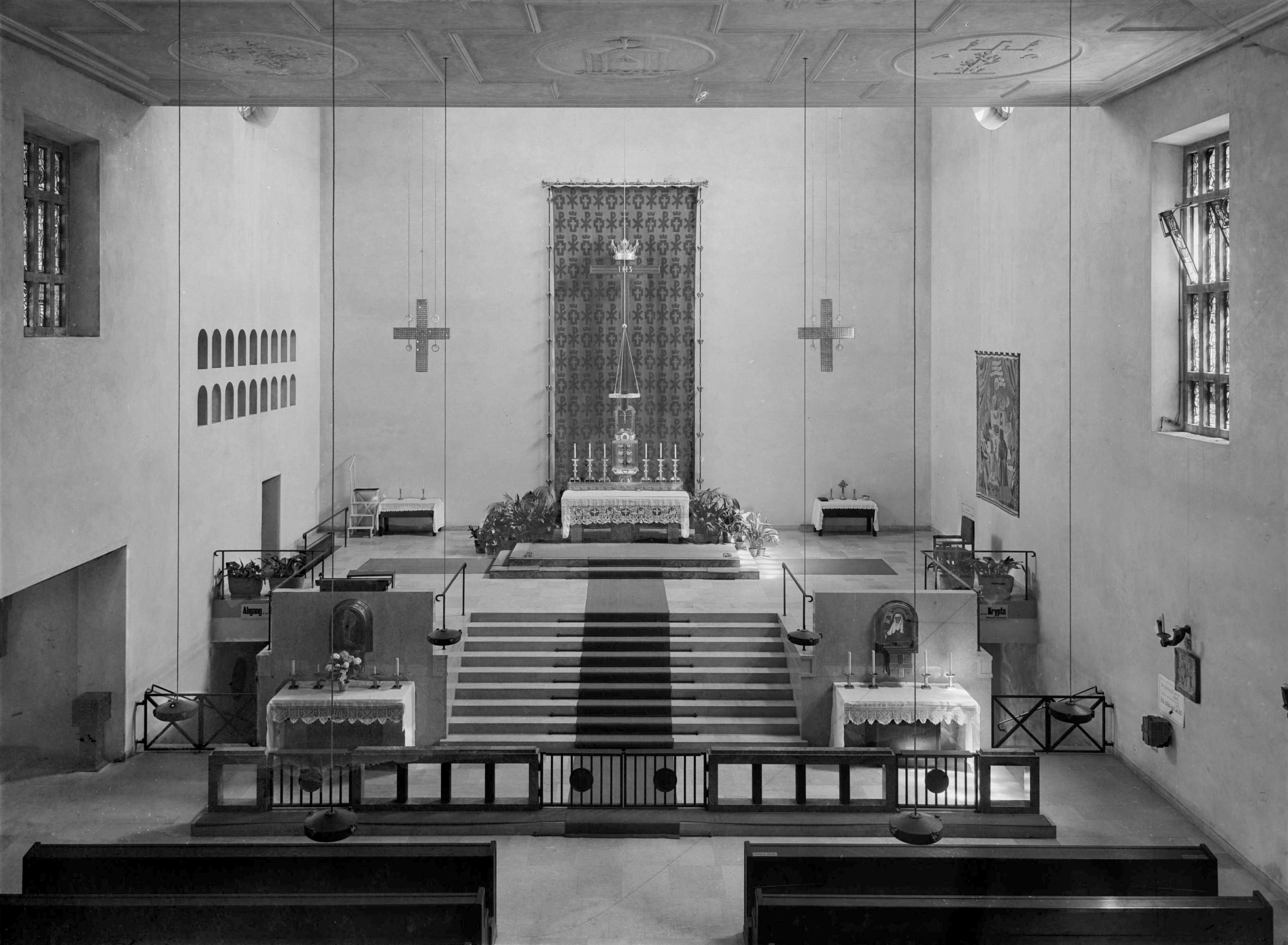
Blick von der Empore zum Altar
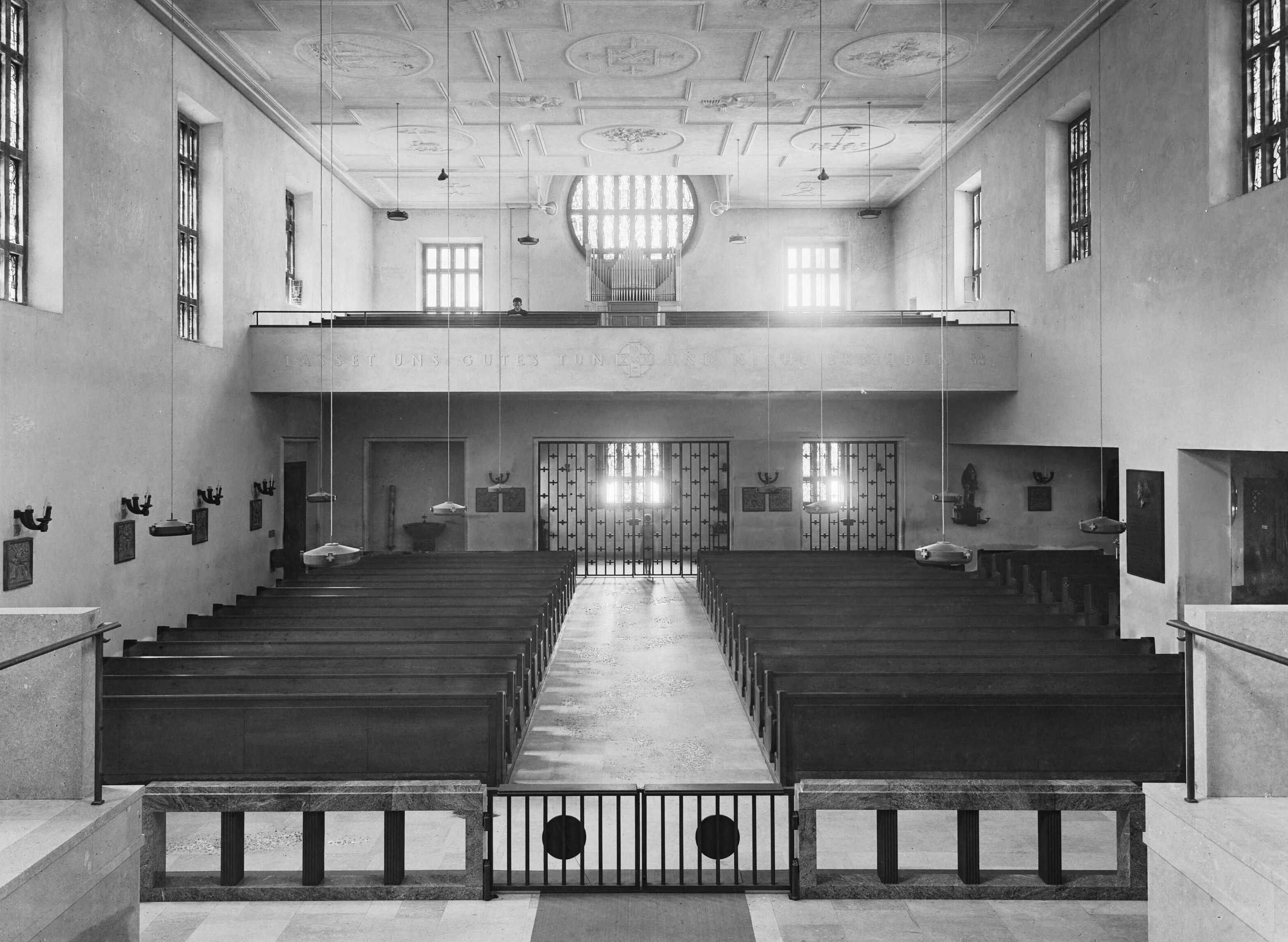
Blick vom Altar in den Kirchenraum
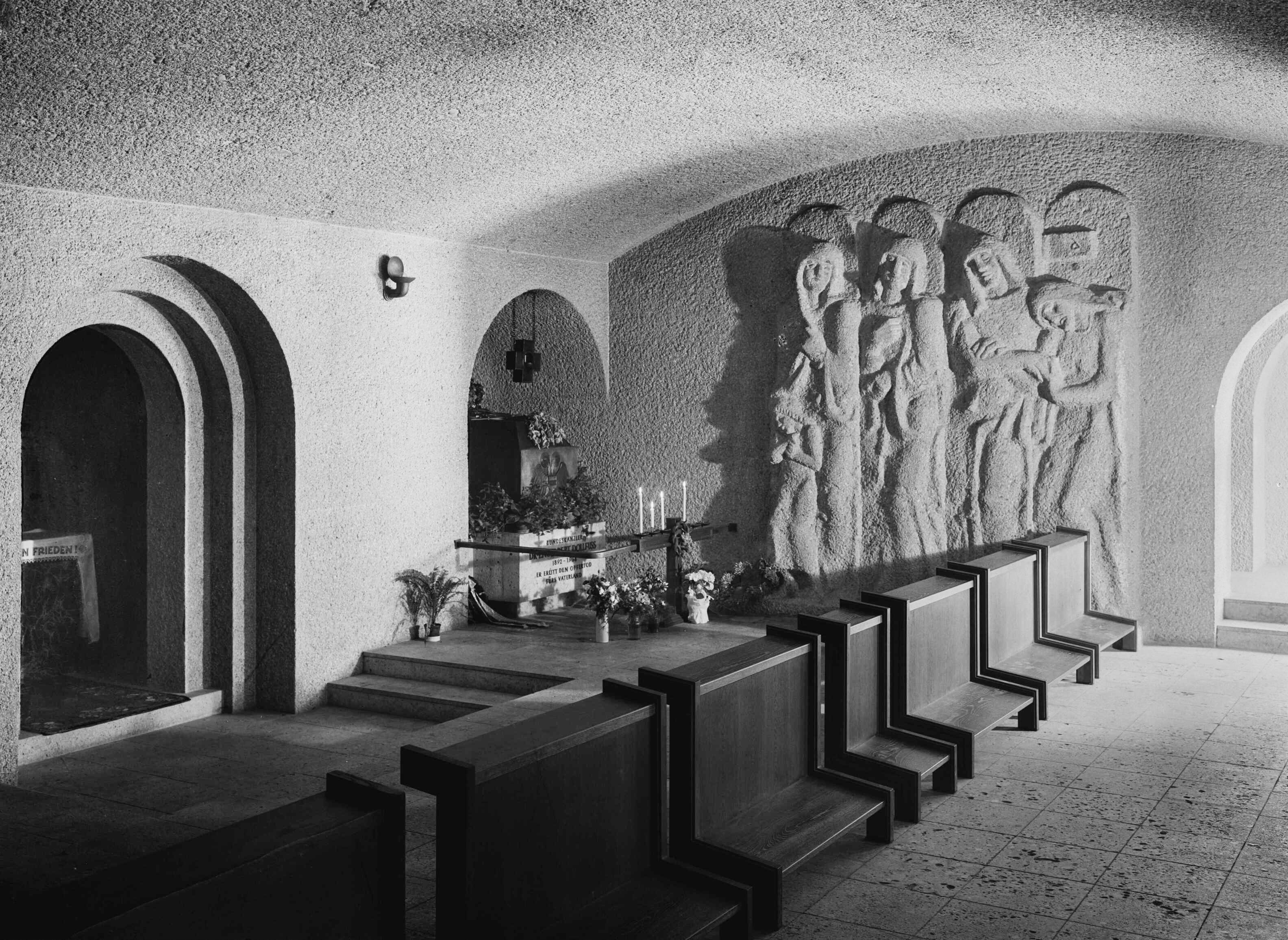
Krypta mit dem Sarkophag von Engelbert Dollfuß

### Umgebung
Die Christkönigskirche liegt am Vogelweidplatz beziehungsweise dem Burjanplatz an der Rückseite der Wiener Stadthalle in Rudolfsheim-Fünfhaus. 
Um einen Hof wurden die schlichte und turmlose Kirche sowie das ehemalige Fürsorgehaus (heute: Pfarrkindergarten und Hort) erbaut. Östlich davon befindet sich freistehend der Pfarrhof. 
Außerhalb der Kirche befinden sich in einer kleinen Parkanlage einige Grabdenkmäler des ehemaligen Schmelzer Friedhofs.